# Centro Histórico de Cracóvia
O centro histórico de Cracóvia, declarado Patrimônio da Humanidade em 1978, está dividido em três zonas diferenciadas: a colina de Wawel, a cidade medieval de Cracóvia e o núcleo medieval de Kazimierz.
No centro está a Rynek Główny, ou praça maior ou praça do mercado (já que possui um mercado de forma retangular no meio), de grande tamanho para seu fechamento de construção e numerosas igrejas como a basílica de Maria Santíssima (Kościół Mariacki) (com duas torres desiguais), a Igreja de São Wojciech e outros tesouros nacionais como Sukiennice (que é um mercado de telas e talhas que abriga também diversas lojas, restaurantes, mas também o Museu Nacional de Arte de Cracóvia. Ali se encontra também a Barbacã (uma torre de defesa que formava parte de uma rede de fortificações que circundavam a cidade) e o Castelo de Wawel. O ajuntamento é de forma circular.

## Outras imagens

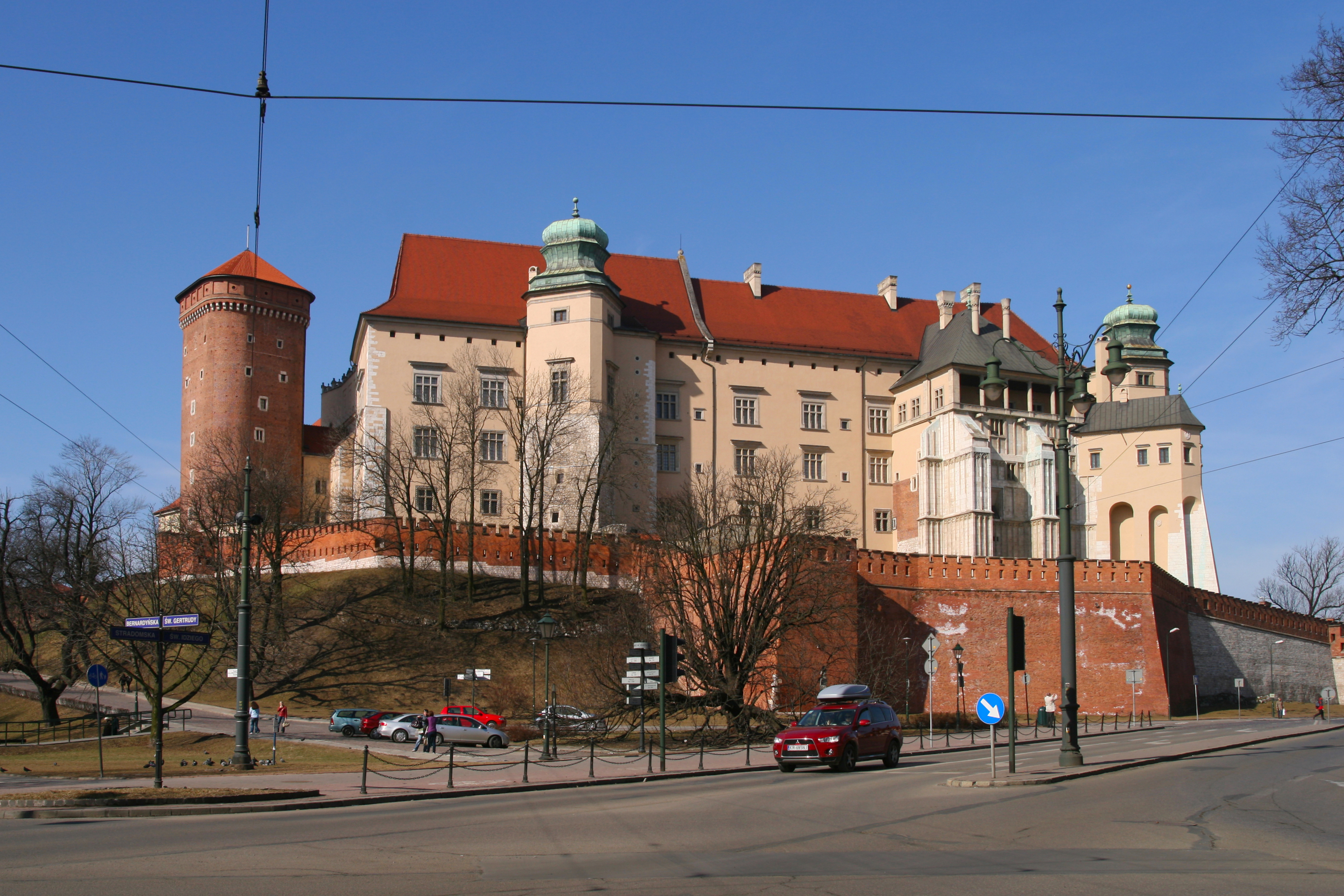
Castelo Real de Wawel
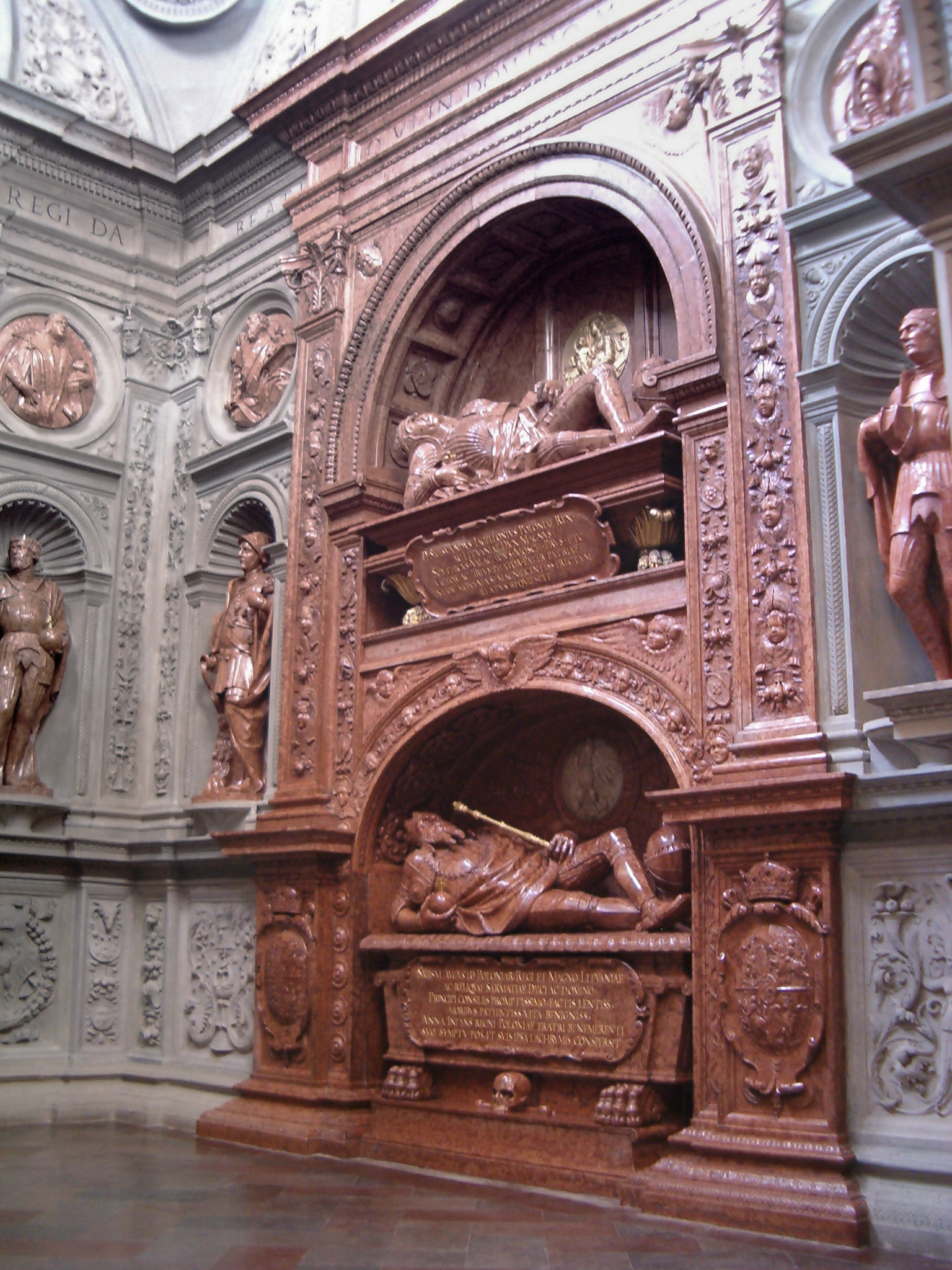
A Capela de Seidismundo
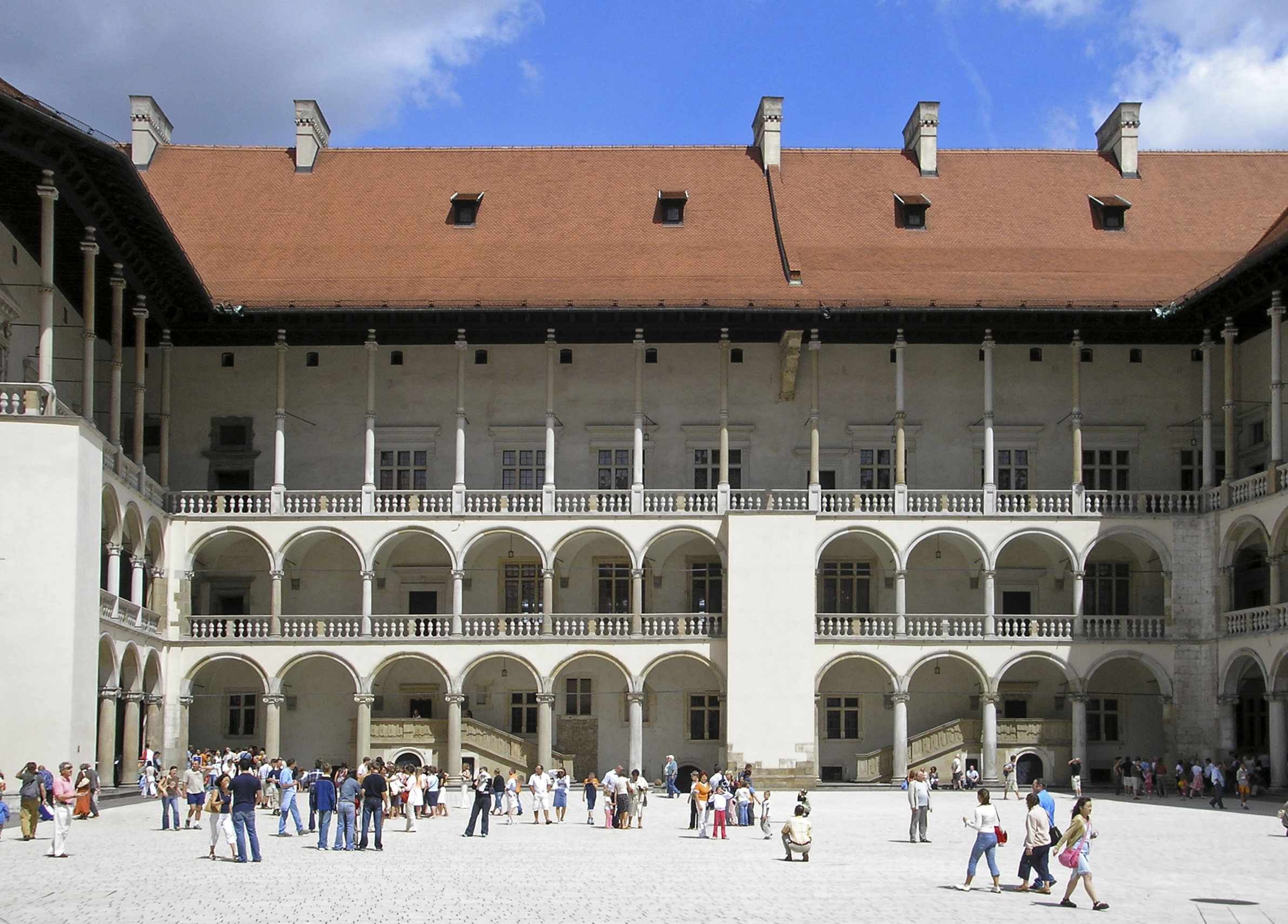
Castelo Real de Cracóvia
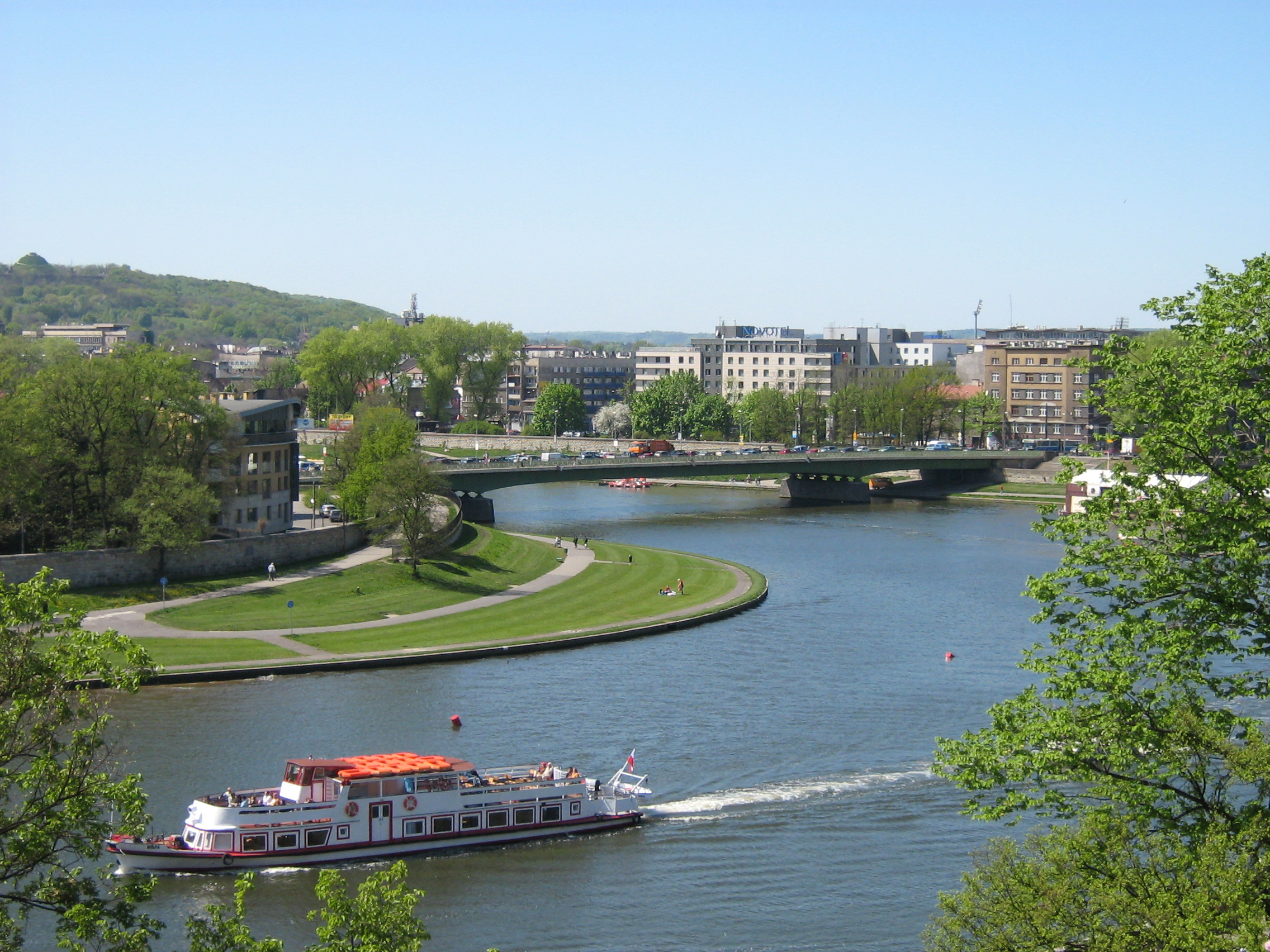
Vista desde o Castelo - Vistula
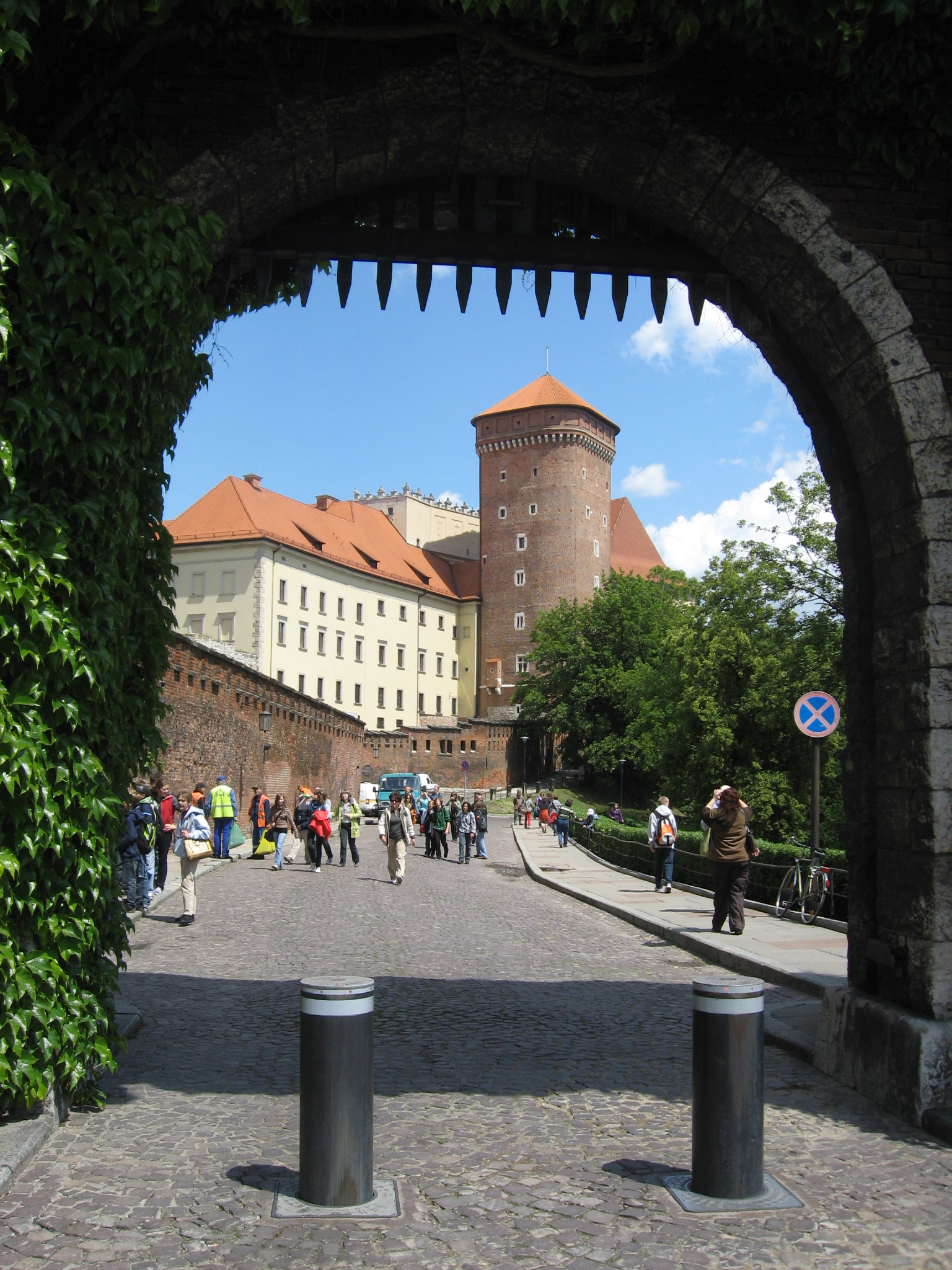
Wawel uma das portas
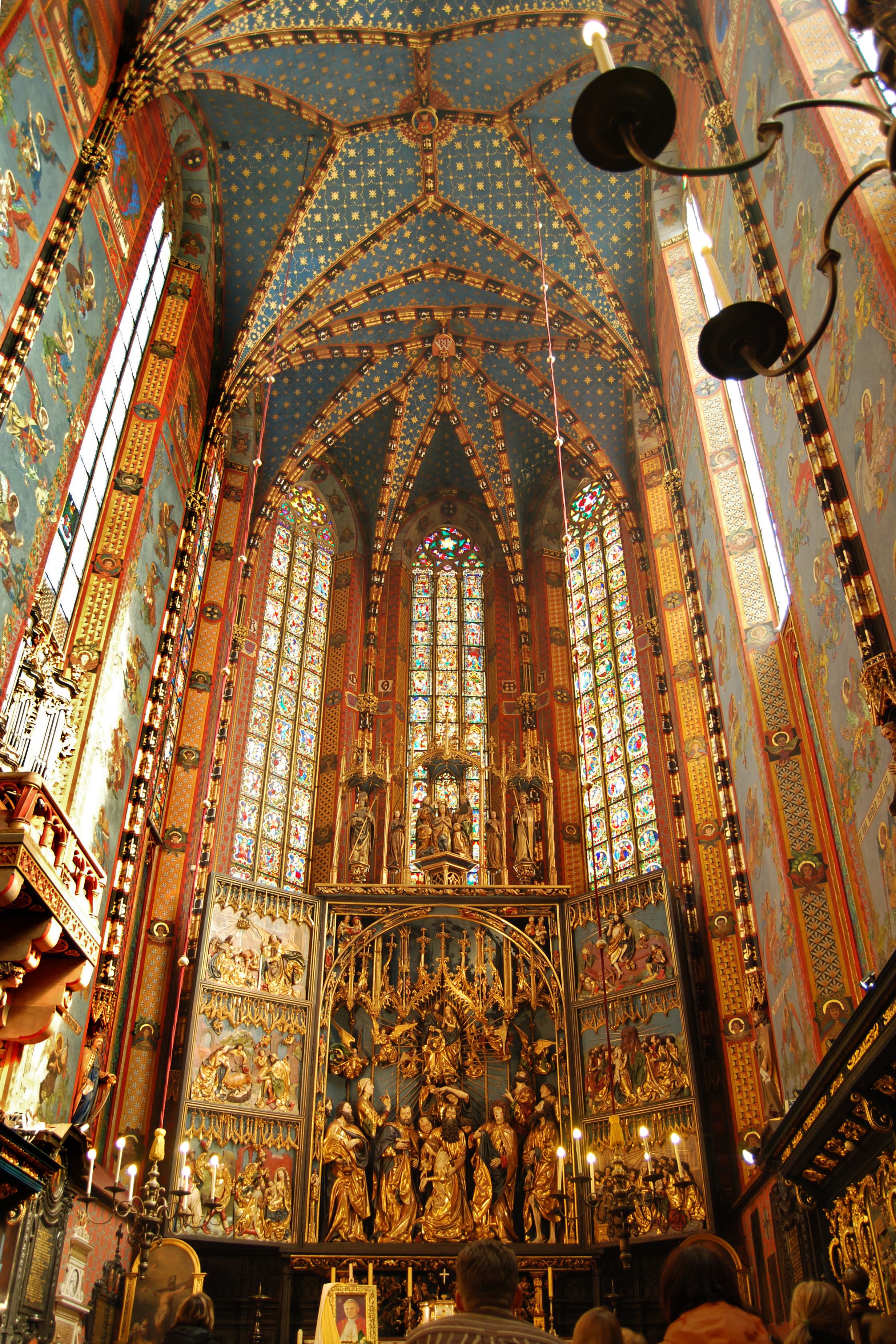
Basílica de Santa Maria interior
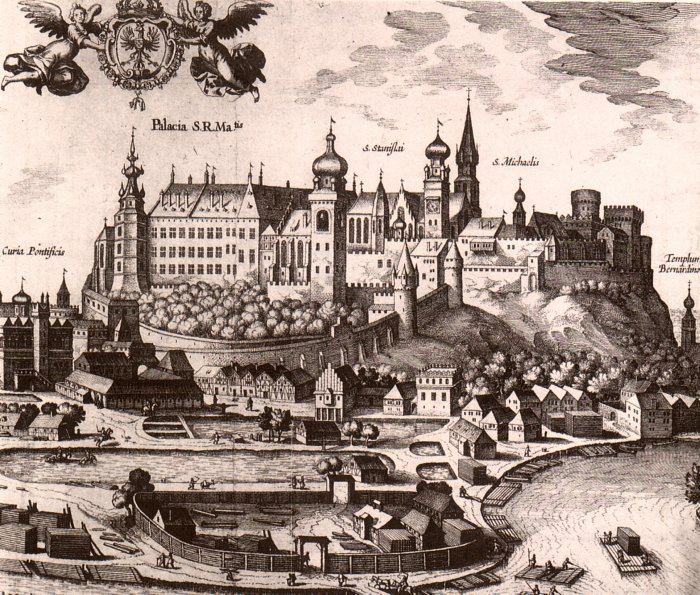
Castelo de Wawel no século XVI
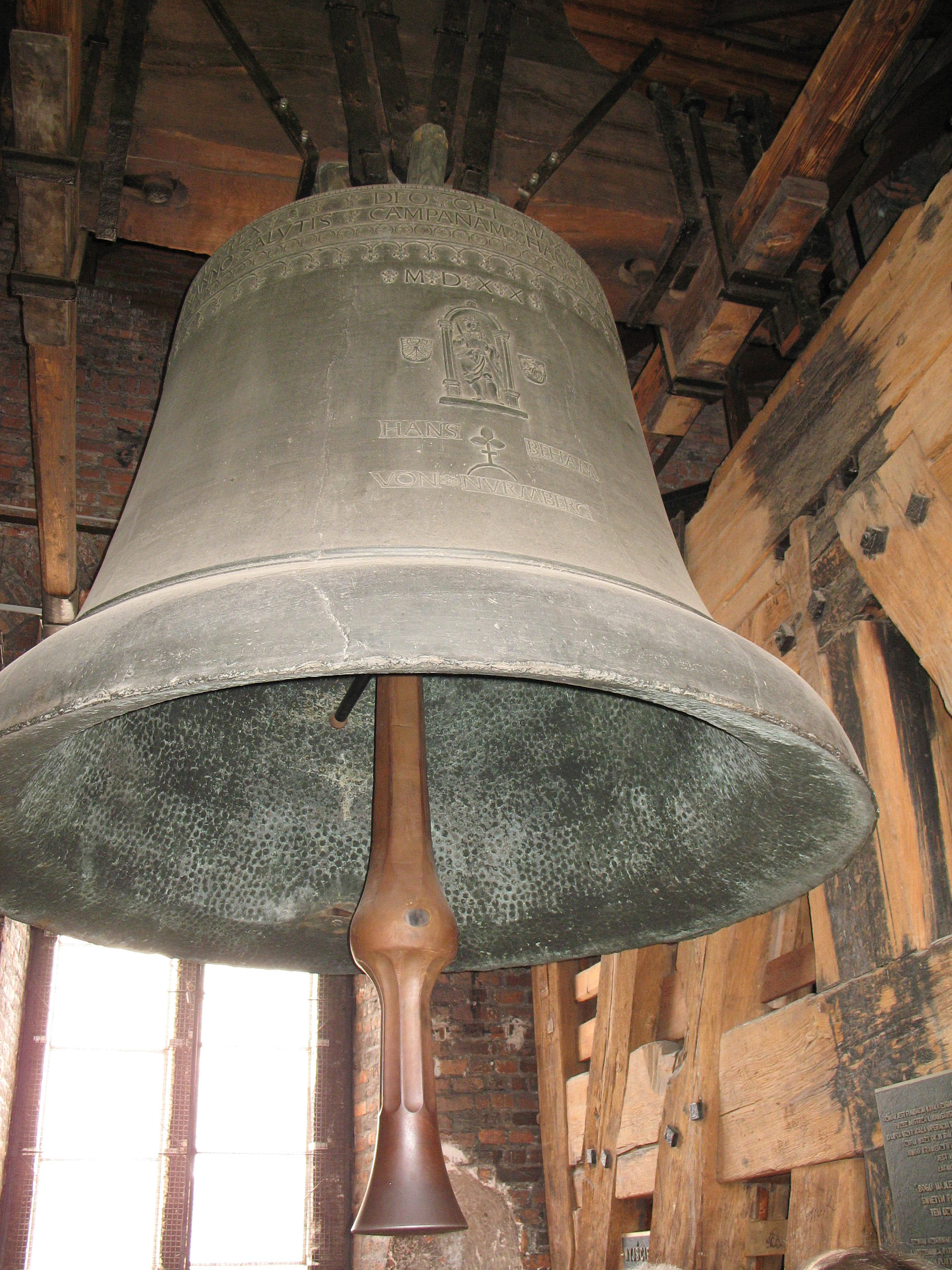
Campanário